# Pseudotrypauchen
Pseudotrypauchen is een monotypisch geslacht van straalvinnige vissen uit de familie van grondels (Gobiidae).

## Soort
- Pseudotrypauchen multiradiatus Hardenberg, 1931